# Rochers des Rayes
Rochers des Rayes är en bergstopp i Schweiz. Den ligger i distriktet Riviera-Pays-d'Enhaut och kantonen Vaud, i den sydvästra delen av landet, 50 km söder om huvudstaden Bern. Toppen på Rochers des Rayes är 2 026 meter över havet.